# أبو صافية
نبتة أبو صافية (الاسم العلمي: Amorphophallus) هي نبتة نادرة الوجود تنتمي إلى عائلة الموفوفاليس من نباتات الغابات الحرجية التي تنمو في المناطق الوعرة والجباية. تتميز نبتة أبو صافية بزهرتها البيضاء التي تشبه إلى حد كبير نبات الكمون.

## أماكن الانتشار
تنتشر نبتة أبو صافية في مناطق الجليل الفلسطينية وفي جبال لبنان وسوريا.

## الخصائص
تتميز نبتة أبو صافية ببطء نموها إذ يبلغ معدل نمو النبتة من البذرة وحتى شتلة ناضجة 7 سنوات. ولهذا تعرضت هذه النبتة لخطر الانقراض حيث يتم جمعها وتجفيفها وطحنها لاستخدامها في الطب الشعبي في فلسطين.

## الأهمية
لنبتة أبو صافية الكثير من الفوائد الصحية والتي تجعل منها نبتة قيمة الثمن ونادرة الوجود، حيث يتم طحن أوراق تلك النبتة للحصول على مسحوق ناعم يتم شربه بعد غليه لعلاج الإمساك والدودة الشريطية. وتستخدم النبتة أيضاً لتقوية الذاكرة وللحفظ وعدم النسيان حيث يؤخذ من أبو صافية المطحون قدر 40 جراما، ومن اللبان الدكر (الكندر) 70 جراما، ومن الحبة السوداء30 جراما تخلط معا وتعجن في كيلو عسل نحل، وتؤخذ منه ملعقة صغيرة على الريق يوميا لتقوية الذاكرة.
أما لعلاج الصداع والشقيقة، فيعجن أبو صافية المطحون قدر ملعقة صغيرة في فنجان زيت زيتون مع معلقتين من السكر، ويدلك منه مكان الألم.
ومن الاستخدامات الشائعة لنبتة أبو صافية في عمليات التجميل حيث اعتادت بعض السيدات الفلسطينيات على استخدامها في تنظيف البشرة والجلد عبر خلطها مع لبن وقشر الخيار.